# Lazarus (programspråk)
Lazarus är ett programmeringsverktyg för att underlätta GUI-programmering med Pascal. Lazarus är ett IDE med Free pascal-kompilatorn i botten. Programmet är skapat av frivilliga programmerare och är gratis.
I Lazarus kan programmeraren skriva exakt likadana program med bara Free Pascal Compiler.
Lazarus är försedd med en grafisk formuläreditor.